# Peter Ingemann (musiker)
 Ikke at forveksle med Peter Ingemann (journalist).
 Der er for få eller ingen kildehenvisninger i denne artikel, hvilket er et problem. Du kan hjælpe ved at angive troværdige kilder til de påstande, som fremføres i artiklen.

Peter Ingemann (født 6. november 1943) er en dansk bassist, violinist, pianist og sanger.
Ingemann kom fra jazzen, men begyndte at spille pigtråd og rock i midten i 60'erne, mens han var under uddannelse til revisor, bl.a. med Peter Belli i gruppen Seven Sounds, og senere i gruppen UFO. Mere opsigtsvækkende i powertrioen Young Flowers i årene 1967-1970. Han indledte efter opløsningen af Young Flowers, et samarbejde med Niels Skousen i Skousen og Ingemann, der senere blev til Musikpatruljen med blandt andre Claus Clement Pedersen alias ”Tømrerclaus”. Han indspillede en LP sammen med bl.a. Henrik Strube under navnet No Name, inden han i 1973 blev medlem af Røde Mor til gruppens opløsning i 1978. I 1976 medvirkede han på Henrik Strubes første sololp Ven & Fjende, i samme periode dannede han fusionsgruppen Drops der også udsendte en enkelt lp. Han var desuden manden bag brancheorganisationen Musik & Lys samt en af hovedkræfterne omkring Projekt Hus (Huset i Magstræde) og spillestederne Klub Tatuba, Musikcaféen og Saltlageret. Spillede bl.a. også på Troels Triers soloplader i 1970'erne samt i grupperne Escort de Lux og Triers Triste Trio, og med Lasse Helner. Han var med på Kim Larsens Midt om Natten, og blev efterfølgende fast keyboardspiller i Larsens gruppe, Bellami til og med pladen og musicalen Kielgasten.
Han har siden midten af 1970'erne brugt en del tid på sit borgerlige job som revisor for bl.a. en lang række musikere, kunstnere, filmfolk mv. samtidig med at han også har været yderst aktiv musikalsk. Han kan fortsat jævnligt opleves live. I 1990'erne i perioder af og til med Niels Skousen som del af Flower Pot Party, men oftere med trioen Dream City, der er blevet kaldt "90'ernes Young Flowers", og som også udgjorde grundstammen i Flower Pot Party, sammen med Stig Møller. Ken Gudman, Peter Ingemann og Peer Frost var samlet som Young Flowers på Drop Inn i København 4. februar 2002 for første gang i over 30 år. Peter Ingemann optræder fortsat jævnligt på Drop Inn, hvor han sammen med vennen Stig Møller (Steppeulvene) fremfører klassiske hits af bl.a. Steppeulvene, Young Flowers, Skousen & Ingemann, samt nye numre og numre fra Stig Møllers solokarriere. I over 30 år har Ingemann og Møller, med skiftende besætninger, spillet fast en gang om måneden på stedet.
I 2007 spillede Ingemann med Røde Mor på deres sidste genforeningsturné ved en række koncerter rundt om i landet, bl.a. på Bøgescenerne på Skanderborg Festival. Ingemann og Peer Frost Johansson gendannede i 2013 Young Flowers under navnet Young Flowers Reunion, efter mere end 40 års pause som reelt orkester. Bandet er fortsat aktivt og kan både bookes og opleves til koncerter på alle landets scener. Oftest med Søren Berlev på trommer i stedet for afdøde Ken Gudman. 

## Filmografi
Følgende film har Peter Ingemann haft en finger med i enten som producer, producent, musik, manuskript eller som medvirkende.
- Aldrig mere i morgen (2017)
- Mennesker bliver spist (2015)
- Frihed på prøve (2010)
- Ledsaget udgang (2007)
- Villa Paranoia (2004)
- Slip hestene løs (2000)
- Min Fynske Barndom (1994)
- De Frigjorte (1993)
- Kielgasten (1990)
- En god klovn (1989)
- Manden i Månen (1986)
- Fantastisk tid (1980)